# 용호고등학교
용호고등학교(龍虎高等學校)는 대한민국 경기도 군포시 당동에 있는 공립 고등학교이다.

## 학교 연혁
- 1997년 1월 14일 : 용호고등학교 설립 인가(36학급 1,620명)
- 1997년 3월 1일 : 초대 김종두 교장 취임(교직원 27명)
- 1997년 3월 5일 : 제1회 입학식(10학급 543명)
- 1997년 10월 28일 : 개교기념식
- 2000년 2월 11일 : 제1회 졸업식(9학급 475명)
- 2001년 11월 21일 : 축구부 창단
- 2003년 3월 1일 : 46학급 인가
- 2009년 12월 31일 : 체육관(어울림터) 증축
- 2016년 3월 2일 : 교육부 지정 과학중점학교 운영(2018년도 입학생까지 적용)
- 2022년 3월 1일 : 제10대 정선화 교장 취임
- 2023년 1월 29일 : 제24회 졸업식 (졸업생 338명)
- 2023년 3월 2일 : 제27회 입학식 (13학급 신입생 361명)

## 참고 자료
- 용호고등학교 - 한국교육학술정보원 학교알리미